# Orthobasis
Orthobasis is een geslacht van kevers uit de familie van de loopkevers (Carabidae). De wetenschappelijke naam van het geslacht is voor het eerst geldig gepubliceerd in 1871 door Chaudoir.

## Soorten
Het geslacht Orthobasis is monotypisch en omvat slechts de volgende soort:
- Orthobasis bicolor (Dejean, 1831)